# Paul Finsler
Paul Finsler (Heilbronn, Alemanha, 11 de abril de 1894 — Zurique, Suíça, 29 de abril de 1970 foi um matemático suíço-alemão. A desigualdade de Hadwiger–Finsler é uma relação entre os comprimentos dos lados e a área de um triângulo no plano euclidiano, cujo nome honra Finsler e seu coautor Hugo Hadwiger.